# Nazionale femminile di pallacanestro dell'Indonesia
La nazionale femminile di pallacanestro dell'Indonesia è la rappresentativa cestistica dell'Indonesia ed è posta sotto l'egida della Federazione cestistica dell'Indonesia.

## Piazzamenti

### Campionati asiatici
- 1970 - 5°
- 1972 - 4°
- 1978 - 7°
- 1980 - 9°
- 1986 - 10°

- 1990 - 9°
- 1994 - 11°
- 1995 - 12°
- 1997 - 11°
- 2011 - 9°

- 2013 - 9°
- 2023 - 9°

### Giochi asiatici
- 2018 - 7°

## Formazioni

### Campionati asiatici
Campionato asiatico femminile di pallacanestro 20114 Tsarine, 5 Fasya, 6 Sugianto, 7 Adhipuspitasari, 8 Anggraeni, 9 Achmad, 10 Clorissa, 11 Kalumata, 12 Ibo, 13 Wati, 14 Ayuningrum, 15 Sophia,        All. William McCammon
Campionato asiatico femminile di pallacanestro 20134 Fasya, 5 Rahmawati, 6 Buaim, 7 Adhipuspitasari, 8 Christaline, 9 Achmad, 10 Retong, 11 Tsarine, 12 Ibo, 13 Anggraeni, 14 Ayuningrum, 15 Ramadhani,        All. Raoul Miguel Hadinoto
Campionato asiatico femminile di pallacanestro 20231 Lestari, 2 Retong, 7 Dewi, 9 Kusuma, 10 Karen, 11 Shoimah, 13 Anggraeni, 14 Aritonang, 21 Orville, 25 Sutjiono, 26 Pierre-Louis, 71 Antonio,        All. Marlina Herawan

### Giochi asiatici
Pallacanestro ai XVIII Giochi asiatici5 Sinatra, 7 Dewi, 8 Christaline, 10 Karen, 11 Lestari, 12 Wongsohardjo, 13 Tjundawan, 15 Hantoro, 21 Orville, 22 Sophia, 25 Sutjiono, 71 Antonio,        All. Arif Gunarto